# Tetrix kraussi
Tetrix kraussi är en insektsart som beskrevs av Félicien Henry Caignart de Saulcy 1888. Tetrix kraussi ingår i släktet Tetrix och familjen torngräshoppor. Inga underarter finns listade i Catalogue of Life.